# Собор святих Володимира і Ольги
Собор святих Володимира і Ольги — кафедральний собор Вінніпезької архиєпархії Української Греко-Католицької Церкви. Він розташований у Вінніпезі, Манітоба, Канада.

## Історія
У 1904 році отці Василіани побудували нову церкву Святого Миколая, а стару церковну будівлю, побудовану у 1900 році, використовували як читальню та Школу української спадщини. У вересні 1907 року, за сприяння священника Миколи Струтинського, українські католицькі світські священники заснували парафію святих Володимира і Ольги у Вінніпезі, яка стала місцем поклоніння для 400 вірних. Незважаючи на труднощі отримання послуг українського католицького священника через заборону в'їзду одруженим священникам, парафія набула стабільності лише з приходом отця Еміліяна Красицького в 1910 році.
Під керівництвом отця Красицького парафія Святого Володимира і Ольги стала центром агітації за права українців-католиків у Канаді, організовуючи масові збори та висуваючи вимоги до Львівського митрополита щодо одружених священників та українського католицького єпископа. Після призначення єпископа Никити Будки в 1912 році, парафія визнала його владу. Деякі парафіяни продовжували вимагати право на одружених священників ще кілька років, а цей привілей був відновлений українцями лише після Другої світової війни.
Після переведення отця Красицького до Сіднея, Нова Шотландія, парафію обслуговували світські священники, які прибули за розпорядженням нового єпископа. Найактивнішими були отці Микола Оленчук (1914-1917, 1920-1923), Амброзій Редкевич (1917-1919), Петро Олексів (1923-1929).
Українське Товариство Взаємодопомоги Святого Миколая, пов'язане з парафією з 1908 року та налічувало з 1918 року — 653 члени.
Проєкт собору розроблений місцевим архітектором Джоном Нельсоном Семменсом, був розпочатий у 1947 році, але через нестачу матеріалів після Другої світової війни його відкладали. Він був відкритий у квітні 1951 року. Парафіяльна зала, яка спочатку служила церквою, з 1941 року, була переобладнана під час будівництва собору.
16 вересня 1984 року собор святих Володимира і Ольги відвідав Папа Римський Іван Павло II.
10 листопада 2022 року Святіший Отець Франциск призначив владику Андрія Рабія єпископом-помічником Вінніпезької архиєпархії УГКЦ

## Архітектура
Класичний візантійський архітектурний собор 200 футів завдовжки, 64 фути завширшки, з двома куполами висотою 100 футів кожен. Місткість 2000 місць.
Однією з визначних особливостей Собору святих Володимира і Ольги є велика кількість вікон, оздоблені вітражами. Усього у соборі 36 великих вікон, найбільше з них — вікно-троянда.
Внутрішнім розписом собору займався відомий український художник Святослав Гординський, а встановленням вітражів — художник і скульптор — Леонід Молодожанин (Лео Мол)
Вікно-троянда — було виготовлено в Нью-Йорку та встановлена у 1951 році, розташована над хорами і відзначається центральною фігурою Ісуса Христа.

## Вітражі
Вітражі висвітлюють важливі моменти українського християнства, а 2 представляють найважливіші християнські свята — Воскресіння та Народження Христа. Нижні вікна нави мають орнаментальне оформлення, на якому зображено герби різних куточків України та міжнародних соборів. Художник Лео Мол створив 16 із 34 вітражів.
- Хрещення княгині Ольги

- Хрещення Володимира Великого

- Ярослава Мудрого

- Історик Нестор

- Поема про похід князя Ігоря на битву

- Пресвятої Богородиці козацької

- Народження Христа

- Воскресіння Христове

- Золотоверхий Київ

- Місто Львів

- Спроби релігійної єдності

- Доба гетьмана Івана Мазепи

- Отець Маркіян Шашкевич

- Від Малої церкви до Митрополичого собору

- св. Борис і Гліб

- св. Антонія і Феодосія Печерських

- св. Володимир і Ольга